# Nicotiana pauciflora
Nicotiana pauciflora är en potatisväxtart som beskrevs av Esprit Alexandre Remy. Nicotiana pauciflora ingår i släktet tobak, och familjen potatisväxter. Inga underarter finns listade i Catalogue of Life.